# Aldershot Football Club
L'Aldershot Football Club fu un club calcistico fondato nel 1926 ad Aldershot (Hampshire), nel Regno Unito. Affiliato alla Football Association e alla Lega Calcio inglese, il club non esiste più dal 1992.
I suoi giocatori erano soprannominati the Shots (gli spari), sia in ragione delle ultime due sillabe del nome, sia perché nella città si trova una base militare interforze della NATO.

## Storia
Fondato nel 1926 come Aldershot Town F.C., fu ammesso nella Lega Calcio inglese nel 1932 e, nel 1937, cambiò denominazione sociale in Aldershot F.C.. Nel 1958 fu tra i fondatori della Fourth Division e in due occasioni, nel 1932 e nel 1979, giunse fino al quinto turno di Coppa d’Inghilterra.
Il calciatore più famoso ad aver vestito la maglia dell'Aldershot è Teddy Sheringham che, nel 1985, disputò per il club sei incontri in prestito. La miglior performance sportiva della squadra fu al termine della stagione 1986/87, quando vinse lo spareggio-promozione per la Third Division contro il Wolverhampton. Tuttavia la permanenza in terza divisione durò solo due stagioni; retrocesso nel 1989, il club fu dichiarato insolvente nell'agosto 1990 a causa di una pendenza fiscale di 490.000 sterline. Solo un provvisorio afflusso di denaro (200.000 sterline) recato in società da un giovane trader, Spencer Trethewy, che aveva raccolto la somma come prestito fiduciario ma non fu più in grado di restituirla, rimandò il fallimento: il tribunale chiuse il club nel 1992 per bancarotta. All'epoca il supervisore tecnico era Len Walker e il giocatore-allenatore era l'ex nazionale inglese Brian Talbot.
L'ultimo incontro fu disputato contro il Cardiff City il 20 marzo 1992, cinque giorni prima della dismissione del club.
Subito dopo il fallimento del club un gruppo di tifosi fondò una nuova compagine, l'Aldershot Town F.C., che iniziò la stagione 1993/94 dalla Isthmian League Division 3, cinque serie più in basso di quella di militanza del fallito Aldershot F.C. Nell'aprile 2008 la nuova squadra ha riconquistato l'accesso alla quarta divisione, oggi nota come Football League 2.

## Palmarès

### Competizioni nazionali
- Southern Football League: 1

1929-1930

### Altri piazzamenti
- Campionato inglese di quarta divisione:

Promozione: 1972-1973
Vittoria play-off: 1986-1987
- Football League Trophy:

Semifinalista: 1986-1987

## Statistiche

### Statistiche individuali

#### Record di presenze[2]
1. Murray Brodie (515)
2. Len Walker (489)
3. Glen Johnson (472)
4. Jack Howarth (468)
5. Richard Walden (448)